# Гирохронология
Гирохронология (англ. Gyrochronology) — метод оценки возраста маломассивной звезды, такой как Солнце, по периоду её вращения. Термин происходит от греческих слов gyros, chronos и logos, которые примерно переводятся как вращение, возраст и изучение соответственно. Он был придуман в 2003 году Сиднеем Барнсом  для описания соответствующей процедуры получения звездных возрастов, и в 2007 году был широко развит в эмпирической форме.
Метод основана на осознании Эндрю Скуманичем  (англ. Andrew Skumanich), того факта, что мера вращения звезды (v sin i) неуклонно снижается с возрастом звезды. Гирохронология использует период вращения звезды P вместо не столь определённого параметра v sin i, который зависит от неизвестного наклона оси вращения звезды, i. В частности, этот метод учитывает существенную зависимость массы от вращения звезды, о чем свидетельствует ранняя работа с определением вращения в период работы в рассеянном звёздном скоплении Гиады. Эти два улучшения в значительной степени повышают точность определения возрастов, обеспечиваемую гирохронологией. Соответствующая оценка возраста для звезды известна как гирохронологический возраст.
Основная идея, лежащая в основе гирохронологии, заключается в том, что период вращения P холодной звезды главной последовательности является детерминированной функцией её возраста t и массы M (или подходящего прокси-параметра, такого как показатель цвета). Подробные зависимости вращения таковы, что периоды быстро сходятся к определенной функции возраста и массы P=P(t, M), даже если звезды имеют диапазон допустимых начальных значений. Следовательно, холодные звезды не занимают всего трехмерного пространства параметров (масса, возраст, период), а вместо этого определяют двумерную поверхность в этом пространстве. Следовательно, измерение двух из этих переменных дает третий. Из этих величин масса (или прокси-параметр, например показатель цвета) и период вращения являются более легкими переменными для измерения, обеспечивая определение возраста звезды, который в противном случае вычислить очень сложно.
Связь между вращением и возрастом была первоначально обнаружена Сореном Мейбомом (англ. Soren Meibom) и его коллегами путем измерения периода вращения звезд в скоплении, возраст которого составляет миллиард лет. Поскольку возраст звёзд уже был известен, исследователи смогли обнаружить связь между возрастом звезды и периодом ее вращения. Изучение 30 холодных звезд в скоплении NGC 6819, возраст которого 2,5 миллиарда лет, позволило оценить возрастные отношения для более старых звезд. Используя эти результаты, можно определить возраст большого количества холодных звезд галактического поля с точностью до 10%.